# フォルマリン湖
フォルマリン湖（フォルマリンこ、ドイツ語: Formarinsee）は、オーストリアアルプス山中にある湖である。フォアアールベルク州に位置しており、湖の近くを流れるフォルマリン川は湖の名前に由来し、レヒ川の2つの水源の1つである。 